# Gima 125
La GIMA 125 cm3 est une motocyclette à moteurs AMC et Ydral du constructeur français  GIMA (Groupement Industriel Métallurgique l'Automobile), actif de 1947 jusqu'à 1955. Une tentative de relancer la production a eu lieu en Franceen 2005 mais s'est soldée par un échec en 2010.

## Description

### De 1947 à 1956
La GIMA 125 cm3 est un modèle du constructeur français GIMA. Il s'est illustré en s'imposant avec des moteurs AMC aux deux premières places de la 21e édition du Bol d'Or les 4 et 5 juin 1949, sur l'autodrome de Linas-Montlhéry (Circuit de 6,3 km), dans les catégories 175 cm³ (Pilote: Marcel Pahin) et 125 cm³ (Pilote: Mathieu, notons que la 2e place revient à François Valeyre, pilote amateur du M.C. Auvergne)

### De 2005 à 2012
De 2005 à 2010, cette moto fait l'objet d'une reproduction du modèle original par la société GB MECA à Peschadoires dans le Puy-de-Dôme. Ce modèle respecte pour l'essentiel le design des pièces d'origine. En effet, une mise en conformité avec les normes actuelles imposa quelques modifications, parmi lesquelles un allumage électronique et un carburateur Dell'Orto).
La société GB Méca, qui la fabriquait et Gima de Peschadoires, qui la commercialisait, ont été mises en liquidation judiciaire avant leur fermeture definitve en 2012.